# SEG Racing Academy
SEG Racing Academy was een professionele Nederlandse wielerploeg. In 2015 debuteerde het team in het peloton. Het werd opgericht door wielermanagers Martijn en Eelco Berkhout.
Het team was een onafhankelijk opleidingsteam, met enkel renners jonger dan 23. De ploeg werkte samen met alle ploegen uit de UCI World Tour.
Na het seizoen 2015 waren het onder andere Alex Peters (Team Sky), Koen Bouwman en Steven Lammertink (Team LottoNL-Jumbo) die de overstap maakten naar de World-Tour. Een jaar later zette ook Jenthe Biermans (Team Katjoesja Alpecin) de stap naar de World-Tour terwijl Fabio Jakobsen in 2018 overstapte naar Quick-Step.
In 2021 besloot men de continentale licentie opnieuw in te leveren en voort te gaan in andere jeugdprojecten.

## Ploegnamen
| Jaar           | Naam                          | UCI-code |
| -------------- | ----------------------------- | -------- |
| 2015 2016-2021 | SEG Racing SEG Racing Academy | SEG SEG  |

## Ploegleiding
| Voormalig Eelco Berkhout (2015) Neil Martin (2015) Peter Schep (2015) Ton Welling (2015) Michiel Elijzen (2015-2016) Ken Vanmarcke (2016) Michel Cornelisse (2018) Vasilis Anastopoulos (2015-2019) Bart van Haaren (2016-2019) Richard Groenendaal (2019) Maarten Tjallingii (2019) | 2020 Dries Hollanders (2017-2020) Harm Bronkhorst (2019-2020) Aike Visbeek (2020) |

## Renners
| Voormalig Ricardo van den Berg (2015) Jonas Bokeloh (2015) Koen Bouwman (2015) Jasper Bovenhuis (2015) Davy Gunst (2015) Yoeri Havik (2015) Steven Lammertink (2015) Rob Leemans (2015) Sea Keong Loh (2015) Robert-Jon McCarthy (2015) Alex Peters (2015) Jenthe Biermans (2015-2016) Jiang Zhihui (2015-2016) Magnus Bak Klaris (2015-2016) Tim Ariesen (2016) Mathias Norsgaard Jørgensen (2016) Jack Maddux (2016) Freddy Ovett (2016) Nicholas Schultz (2016) Fabio Jakobsen (2015-2017) Henrik Evensen (2016-2017) Martijn de Jong (2016-2017) | 0 Gabriel Cullaigh (2017) Hartthijs de Vries (2017) Lucas Eriksson (2017) Adriaan Janssen (2017) Julius van den Berg (2015-2018) Edoardo Affini (2017-2018) Cees Bol (2017-2018) Peter Lenderink (2017-2018) Jan Maas (2017-2018) Stephen Williams (2017-2018) Marten Kooistra (2016-2019) Ide Schelling (2017-2019) Alberto Dainese (2018-2019) Giorgios Stavrakakis (2018-2019) Minne Verboom (2018-2019) Tiago Antunus (2019) Alexander Evans (2019) Kaden Groves (2019) Barbabás Peák (2019) Thymen Arensman (2018-2020) Adam Hartley (2020) | 2020 Jordi Meeus (2018-2020) Daan Hoole (2018-2020) Jesper Rasch (2019-2020) Sven Burger (2019-2020) David Dekker (2020) Marco Frigo (2020) Wessel Krul (2020) Milan Paulus (2020) Corbin Strong (2020) Stan Van Tricht (2020) Harrison Wood (2020) Maikel Zijlaard (2020) |

## Overwinningen
| 2015 3e etappe Triptyque des Monts et Châteaux: Steven Lammertink Arno Wallaard Memorial: Jasper Bovenhuis 4e etappe Ronde van Bretagne: Alex Peters | 2e etappe Ronde van Berlijn (ITT): Steven Lammertink Eindklasement Ronde van Berlijn: Steven Lammertink 5e etappe Ronde van de Aostavallei: Koen Bouwman Europees kampioen U23, tijdrit: Steven Lammertink |

| 2016 2e etappe ZLM-Roompot Tour: Fabio Jakobsen * 7e etappe Ronde van Bretagne: Nicholas Schultz | Slag om Norg: Fabio Jakobsen 7e etappe Ronde van de Toekomst: Nicholas Schultz |

| 2017 2e etappe Ronde van Normandië: Fabio Jakobsen Eschborn-Frankfurt U23: Fabio Jakobsen Ronde van Noord-Holland: Fabio Jakobsen | 4e etappe Ronde van de Elzas: Fabio Jakobsen 2e etappe Ronde van de Toekomst: Fabio Jakobsen 3e etappe Olympia's Tour: Fabio Jakobsen 4e etappe Olympia's Tour: Fabio Jakobsen |

| 2018 5e etappe Ronde van Normandië: Julius van den Berg 5e etappe Ronde van Bretagne: Cees Bol 6e etappe Ronde van Bretagne: Julius van den Berg Ardense Pijl: Cees Bol Ronde van Noord-Holland: Julius van den Berg 1e etappe Ronde van de Isard: Stephen Williams 2e etappe Ronde van de Isard: Stephen Williams Eindklassement Ronde van de Isard: Stephen Williams | Midden-Brabant Poort Omloop: Julius van den Berg Proloog Girobio: Edoardo Affini 7e etappe Girobio: Stephen Williams Europees kampioen U23, tijdrit: Edoardo Affini 1e etappe Giro della Regione Friuli Venezia Giulia: Alberto Dainese 5e etappe deel A Olympia's Tour: Marten Kooistra Gooikse Pijl: Jordi Meeus Parijs-Tours, beloften: Marten Kooistra Ronde van de Achterhoek: Cees Bol |

| 2019 2e etappe Ronde van Normandië: Alberto Dainese 5e etappe Ronde van Normandië: Barbabás Peák 1 etappe Triptyque des Monts et Châteaux: Kaden Groves 3 etappe Triptyque des Monts et Châteaux: Kaden Groves 1e etappe Circuit des Ardennes: Kaden Groves 4e etappe Circuit des Ardennes: Kaden Groves 2e etappe Ronde van Bretagne: Alberto Dainese | 3e etappe Ronde van Bretagne: Alberto Dainese 6e etappe Ronde van Bretagne: Alberto Dainese Entre Brenne et Montmorillonnais: Alberto Dainese 1e etappe Ronde van de Isard: Kaden Groves 1e etappe Ronde van de Aostavallei: Ide Schelling Europees kampioen U23, wegwedstrijd: Alberto Dainese 3e etappe Ronde van Tsjechië: Alberto Dainese 2e etappe Ronde van de Toekomst: Alexander Evans |

| 2020 Ster van Zwolle: David Dekker Dorpenomloop Rucphen: David Dekker | 2e etappe Ronde van Tsjechië: Jordi Meeus 3e etappe Ronde van Tsjechië: Jordi Meeus |

* als lid van Team Nederland
van den Berg · Biermans · Bokeloh · Bouwman · Bovenhuis · van Dongen · Gunst · Havik · Jakobsen · Jiang · Klaris · Lammertink · Leemans · Loh · McCarthy · Peters